# Макруша
Макруша — деревня в Нелидовском городском округе Тверской области России. До 2018 года входила в состав ныне упразднённого Селянского сельского поселения.

## География
Деревня находится в юго-западной части Тверской области, в зоне хвойно-широколиственных лесов, в пределах южной части Валдайской возвышенности, на левом берегу реки Паникли, при автодороге 28Н-1076, на расстоянии примерно 13 километров (по прямой) к северо-востоку от Нелидова, административного центра округа. Абсолютная высота — 240 метров над уровнем моря.

### Климат
Климат характеризуется как умеренно континентальный, с умеренно холодной зимой и тёплым влажным летом. Среднегодовая температура воздуха — 4 °C. Абсолютный минимум температуры воздуха холодного периода составляет −47 °C; абсолютный максимум тёплого периода — 36 °C. Безморозный период длится около 138 дней. Годовое количество атмосферных осадков составляет в среднем 649 мм, из которых большая часть (около 439 мм) выпадает в тёплый период. Снежный покров держится в течение 155 дней.

### Часовой пояс
Деревня Макруша, как и вся Тверская область, находится в часовой зоне МСК (московское время). Смещение применяемого времени относительно UTC составляет +3:00.

## Население
| 2002 | 2010 |
| ---- | ---- |
| 4    | ↗6   |

### Национальный состав
Согласно результатам переписи 2002 года, в национальной структуре населения русские составляли 100 % из 4 чел.